# سلفادور ألونسو
سلفادور ألونسو Salvador Alonso لاعب شطرنج أرجنتيني يحمل لقب أستاذ كبير.
- ولد في 13 مايو 1974 في بوينس أيريس.
- حصل على لقب أستاذ دولي عام 2001.
- حصل على لقب أستاذ كبير عام 2009.
- بلغ رقم إيلو 2512 نقطة في سبتمبر 2016.

## وصلات خارجية
- سلفادور ألونسو على موقع الاتحاد الدولي للشطرنج (الإنجليزية)
- سلفادور ألونسو على موقع مباريات الشطرنج (الإنجليزية)
- سلفادور ألونسو على موقع 365Chess.com (الإنجليزية)
- سلفادور ألونسو على موقع Chesstempo.com (الإنجليزية)